# Simeone I di Gerusalemme
Simeone I di Gerusalemme, o Simone (I secolo – Gerusalemme, 107), fu il secondo vescovo della Chiesa di Gerusalemme dal 62 al 107, dopo la morte di Giacomo il Giusto.

## Agiografia
Le testimonianze su Simeone sono limitate alle citazioni tramandate da:
- Egesippo (uno dei primi scrittori cristiani, giunto a Roma verso la metà del II secolo) che riferisce dell'elezione di Simeone a vescovo.
- Eusebio di Cesarea, che lo indica come «cugino del Salvatore», figlio di Cleofa, fratello di Giuseppe, padre putativo di Gesù, in un passaggio che è una citazione dello stesso Egesippo (Hist. eccl. 3, 11, 32). Inoltre scrive che Simeone fu uno dei due discepoli che, sulla strada di Emmaus, incontrarono Cristo risorto.

La tradizione cattolica lo fa coincidere col Simone fratello di Gesù citato occasionalmente nei Vangeli (Mc6,3; Mt13,55-57), considerandolo figlio di Maria di Cleofa (moglie di Cleofa-Cleopa) e fratello di Giacomo il Giusto, al quale succedette alla testa della comunità giudeo-cristiana di Gerusalemme.
Simeone guidò l'unica comunità cristiana formata interamente da ebrei. Costretta a fuggire da Gerusalemme prima della guerra giudaica (66), la comunità di Simeone trovò rifugio oltre il fiume Giordano, a Pella di Perea.

Simeone visse sotto Traiano imperatore, il quale non lanciò mai persecuzioni contro i cristiani. Simeone però fu denunciato da un gruppo di avversari e condannato alla crocifissione.